# Johannes Petri Gevaliensis
Johannes Petri Gevaliensis, död ungefär på 1610-talet, var en svensk professor och kyrkoman.
Johannes Petri Gevaliensis kom av namnet att döma från Gävle. Efter studier vid Gävle skola, studerade han vid universiteten i Rostock, Königsberg och Tübingen. Han knöts sedan till Uppsala universitet, där han var rektor 1589 och där han 1593 utsågs till professor i fysik.
Petri kom därefter att verka som kyrkoherde i Vendels socken och från 1605 i Öregrunds socken.
Bevarade skrifter av Petri är De gratitudine (1585) och Antichristo (1604).